# Industrie manufacturière
L’industrie manufacturière est un sous-ensemble du secteur secondaire, et un sous-ensemble de l’industrie (sachant que toute l’industrie ne fait pas partie du secteur secondaire).
L’industrie manufacturière regroupe les industries de transformation des biens, mais aussi la réparation et l'installation d'équipements industriels ainsi que des opérations en sous-traitance.

## Industrie manufacturière en France
En France, cette activité correspond actuellement à la section C de la NAF rév. 2 :
- 10. Industries alimentaires ;
- 11. Fabrication de boissons ;
- 12. Fabrication de produits à base de tabac ;
- 13. Fabrication de textiles ;
- 14. Industrie de l'habillement ;
- 15. Industrie du cuir et de la chaussure ;
- 16. Travail du bois et fabrication d'articles en bois et en liège, à l'exception des meubles ; fabrication d'articles en vannerie et sparterie ;
- 17. Industrie du papier et du carton ;
- 18. Imprimerie et reproduction d'enregistrements ;
- 19. Cokéfaction et raffinage[3] ;
- 20. Industrie chimique ;
- 21. Industrie pharmaceutique ;
- 22. Fabrication de produits en caoutchouc et en plastique ;
- 23. Fabrication d'autres produits minéraux non métalliques ;
- 24. Métallurgie ;
- 25. Fabrication de produits métalliques, à l'exception des machines et des équipements ;
- 26. Fabrication de produits informatiques, électroniques et optiques ;
- 27. Fabrication d'équipements électriques ;
- 28. Fabrication de machines et équipements n.c.a. ;
- 29. Industrie automobile ;
- 30. Fabrication d'autres matériels de transport ;
- 31. Fabrication de meubles ;
- 32. Autres industries manufacturières ;
- 33. Réparation et installation de machines et d'équipements.